# Vermelho neutro
Vermelho neutro (ou vermelho toluileno, Vermelho básico 5, ou C.I. 50040)  é um corante eurodina usado para coloração em histologia de fórmula C15H17ClN4 e massa molecular de 288.8 u.
Apresenta solubilidade de 4% a 5.6% em peso em água e 1.8% a 2.4% em peso em etanol.
É normalmente encontrado comercialmente na forma de um sal cloreto.

## Usos
Como corante em histologia, ele tinge vacúolos e os lisossomas de vermelho.
É usado como um corante geral em histologia, como um corante de contraste em combinação com outros corantes, e para muitos métodos de coloração. Junto com o verde Janus B é usado para tingir tecidos embrionais e coloração supravital de sangue. Pode ser usado para coloração do complexo de Golgi em células e corpúsculos de Nissl em neurônios.
Vermelho neutro pode ser usado como um corante vital, para tingir células vivas. As células vivas incorporam vermelho neutro nos seus lisossomas. À medida que as células começam a morrer, sua capacidade de incorporar vermelho neutro diminui. Assim, a perda de absorção de vermelho neutro corresponde à perda de viabilidade celular.
É usado para tingir culturas de células para titulação de viroses em placas.
Vermelho neutro é adicionado a alguns meios de cultura para bactérias e cultura de células.
Vermelho neutro atua como um indicador de pH, mudando do vermelho para o amarelo entre o pH 6.8-8.0.